# Palazzo Gazzelli

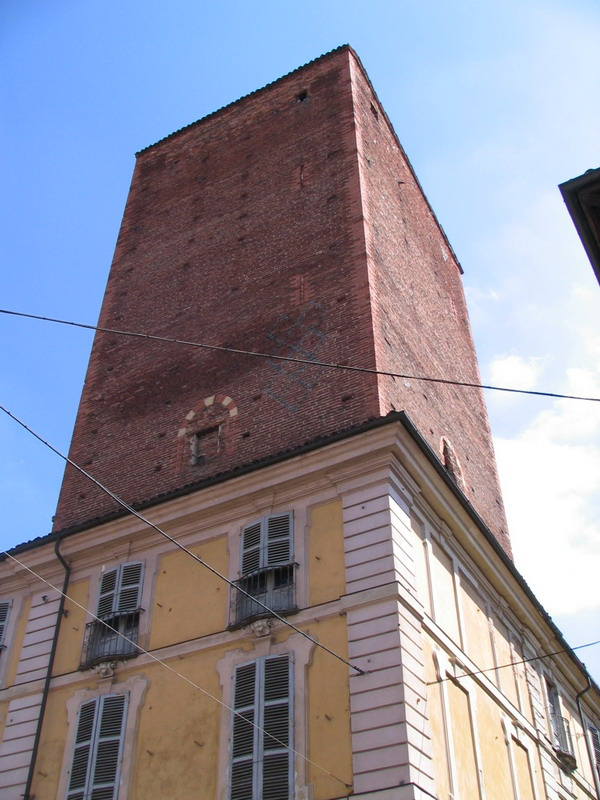
Aspecto do Palazzo Gazzelli, com a Torre dei Gazzelli a destacar-se da estrutura setecentista.

O  Palazzo Gazzelli (ou Palazzo Gazzelli di Rossana) é um palácio de Asti, na Itália. Incorpora a medieval Torre dei Gazzelli, constituindo um dos conjuntos arquitectónicos mais importantes da cidade, também conhecido como Torre e Palazzo Gazzelli di Rossana. Fica situado na esquina da Via San Martino com a Via Quintino Sella, no Rione San Martino-San Rocco.

## História e Arquitectura

### Origens - a torre
Gabiani afirma que, nas origens, o palácio com a torre anexa pertencia à família Ponte, embora não existam documentos que atestem a veracidade desta afirmação. É possível que, no início do século XVII, os Ponte tenham sido proprietários dos imóveis, ou de parte deles, por provável via hereditária, mas de qualquer forma por um período curtíssimo. Portanto, os construtores e proprietários do complexo na época medieval ainda permanecem desconhecidos.
A Torre dei Gazzelli é a estrutura mais antiga do complexo. Originária do final do século XIII, pela sua grandiosidade arquitectónica (8,10 m de lado) encontra-se entre as torres mais espectaculares da cidade. Ergue-se austera com pouquíssimas aberturas, salvo o portal de entrada em arco apontado, com moldura em argila e tufo alternados, tipacamente astense, e três janelas em diferentes níveis, enquanto no lado norte se abrem duas frestas. A torre apresenta decorações de lado formadas por tijolos mais escuros, ou "ferraioli", com escudos como motivo, e tijolos mais claros.

### O palácio
O palácio é fruto da aglomeração de vários edifícos medievais preexistentes, como é bem visível no mapa de Asti presente no Theatrum Statuum Sabaudiae. A reestruturação barroca, executada a partir de 1726, é obra da família Cotti di Ceres e Scurzolengo confiada ao arquitecto Benedetto Alfieri.
Trata-se de um edifício em alvenaria rebocada que engloba a torre medieval. A fachada alterna lesenas colmeadas e molduras nas janelas. A cobertura é feita por telhas.
Em 1840, o conjunto formado pelas estruturas medieval e barroca tornou-se propriedade da família Gazzelli, Condes de Rossana e Senhores de San Sebastiano e Selve.

#### Decorações interiores
O interior do palácio ainda mantém os mobiliários e as decorações setecentistas. O andar nobre (piano nobile) apresenta três salas com decorações definidas como "lambriggi", muito em uso nas decorações piemontesas do século XVIII. Os lambriggi são revestimentos em madeira com enquadramentos dourados.
A segunda sala apresenta ao centro dos lambriggi afrescos muito importantes para a história citadina: estes representam cenas do Palio di Asti (festa tradiconal italiana). O ciclo pictórico data de 1758, ano em que o Conde Cotti di Ceres era proprietário do cavalo que ganhou o Palio para a Confraternita dell'Annunziata (Irmandade da Anunciação). O ciclo é composto por dezasseis cenas. Nas mais importantes estão representados:
- a cerimónia dos fogos de artifício ma Piazza San Secondo;
- as provas para a corrida na Contrada maestra (na época o Palio corria-se "alla lunga", ou seja, num percurso rectilíneo);
- a corrida do Palio;
- tocadores de tambor, portadores de prémios, cenas de júbilo pela vitória;
- a entrega do prémio ao vencedor;
- o cortejo dos vencedores;
- o agradecimento com a oferta do pálio à Igreja da Irmandade da Anunciação.

## O jardim
O jardim do Palazzo Gazzelli é o único com interesse histórico-botânico na cidade de Asti. Fica situado no interior do palácio e tem acesso através duma cancela em ferro forjado. Este foi projectado de forma a parecer muito mais imponente do que é na realidade.
O jardim abre-se através duma galeria de acesso, apresentando uma forma quase quadrada, com o lado oposto em êxedra. Lateralmente estendem-se duas sebes de buxo, em direcção ao muro do fundo, o qual apresenta ao centro um trompe l'oeil que dá profundidade à cena.
Botânicamente, o jardim apresenta exemplares valiosos, entre os quais uma cerejeira (Prunus avium), um abeto vermelho (Picea excelsa) e um majestoso exemplar de sophora (Sophora japonica). Por outro lado, estão presentes numerosos arbustos com flor, entre os quais os calicanti ( Chimonantus praecox), os forsizie (Forsythia intermedia), rosas e liláses (Syringa vulgaris).